# Pteropus intermedius
Pteropus intermedius — вид рукокрилих, родини Криланових.

## Поширення, поведінка
Цей вид зустрічається в південній частині М'янми і центральному Таїланді. Спостерігалося як цей вид спочиває на високих, добре розвинених деревах у міських районах. Він літає багато кілометрів, щоб харчуватися дикорослими і культивованими фруктами.